# قصر المعارض بالكرم

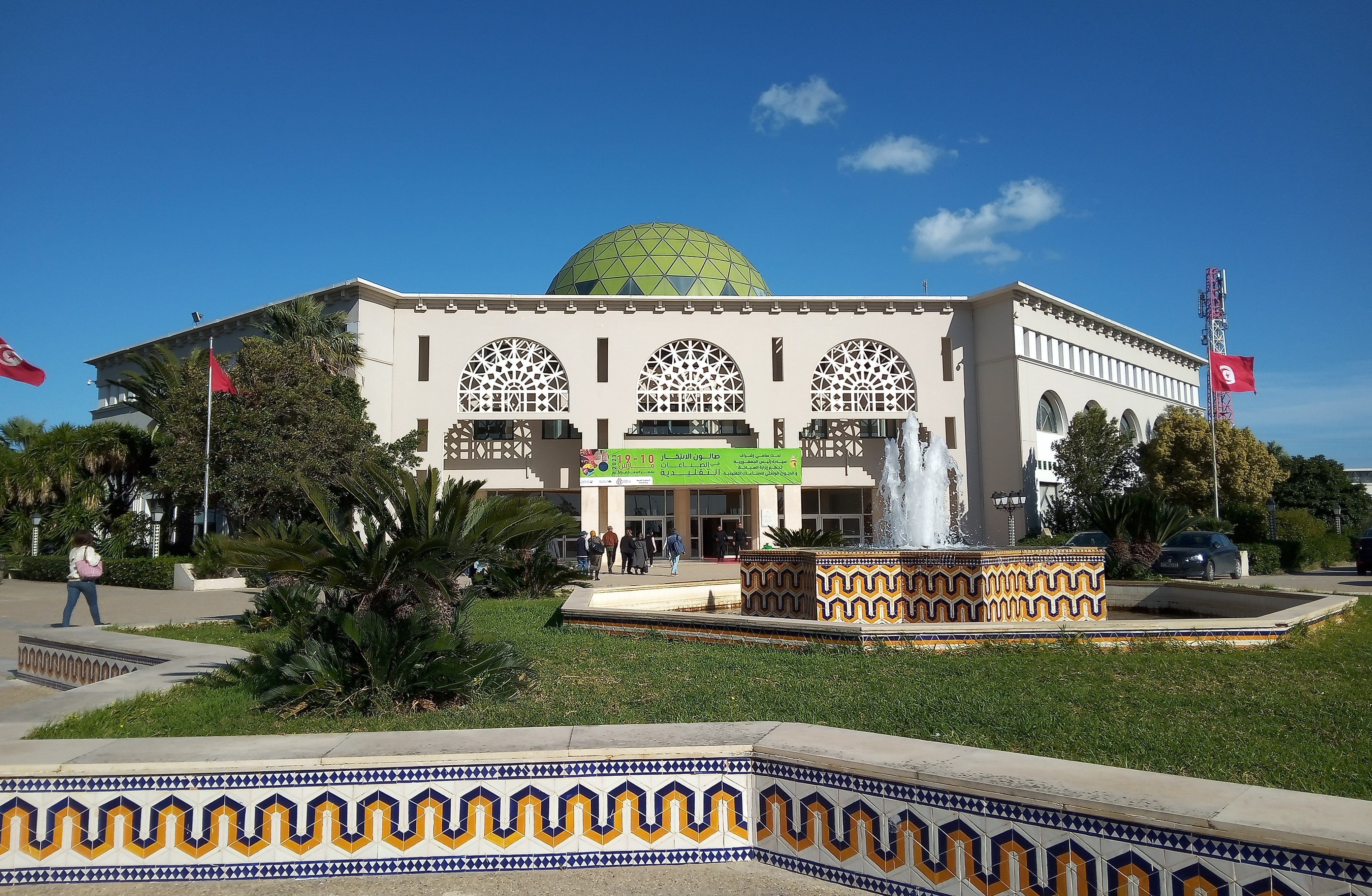
قصر المعارض بالكرم 2023 صالون الابتكارللصناعات التقليدية

قصر المعارض بالكرم أو قصر المعارض والمركز التجاري الدولي بالكرم (بالإنجليزية: Parc des Expositions et Centre de Commerce International du kram)‏ هو مركز مؤتمرات يقع في مدينة الكرم في ضواحي تونس العاصمة وافتتح في فبراير 1990، وتديره شركة المعارض الدولية بتونس.

يتكون القصر من ثلاثة قاعات كبرى تتوزع على مساحة مساحة 35 ألف متر مربع (3.5 هكتار)، إلى جانب فضاء خارجي للعرض ووقوف السيارات يغطي 140 ألف متر مربع (14.5 هكتار).

## المكونات
- القاعة A:
- القاعة B:
- القاعة C:

## المعارض المستضافة
- كوميك كون تونس: منذ 2016 إلى الآن.
- معرض تونس للأثاث: منذ 2004 إلى الآن.
- معرض المطابخ بتونس: منذ 2015 إلى الآن.
- معرض تونس الدولي للكتاب: منذ 1984 إلى الآن.
- معرض تونس للسيارات: منذ 2009 إلى الآن.
- معرض الحلول الطاقية بتونس.
- المعرض المتوسطي للماء بتونس.
- معرض التدفئة وتكييف الهواء بتونس.
- معرض تونس للمأكولات.
- مهرجان الخزف بتونس.
- صالون الابتكار في الصناعات التقليدية.
- دار ديكو.
- الصالون الدولي للفلاحة والآلات الفلاحية والصيد البحري: منذ 1999 إلى الآن.
- معرض الأطفال بتونس.
- تكسماد تونس.
- تونس ميداندوستري.
- صالون السياحة والأسفار بتونس.
- الصالون الدولي للاستثمار الفلاحي والتكنولوجيا بتونس

## مقالات ذات صلة
- قصر المؤتمرات بتونس
- شركة المعارض الدولية بتونس

## روابط خارجية
- الموقع الرسمي لشركة المعارض الدولية بتونس.